# Microphontes megoura
Microphontes megoura is een vliegensoort uit de familie van de roofvliegen (Asilidae). De wetenschappelijke naam van de soort werd voor het eerst geldig gepubliceerd in 1994 door Jason Gilbert Hayden Londt.